# Pepper X

Pepper X, chile X o ají X es el nombre que recibe una variedad de ají súper picante desarrollada por el estadounidense Ed Currie, conocido por ser el creador del Segador de Carolina o Carolina Reaper. 
El chile X es el resultado del cruce múltiple de distintas variedades de chile que resulta en una variedad que produce una cantidad excepcionalmente alta de capsaicina en las cavidades internas del pimiento en cuestión. 
El chile X posee una pungencia en torno a las 2.69 millones de unidades SHU, siendo confirmado oficialmente el 16 de octubre de 2023 como el chile más picante del mundo según el Libro Guinness de los Récords.
Los cruces entre los distintos tipos de chiles según su nivel de capsaicina han hecho que esta variedad del género Capsicum se haya convertido en excepcionalmente picante, puesto que, anteriormente, el puesto de "chile más picante del mundo" lo ha ostentado el Dragon's Breath, o Aliento del Dragón.